# Xenija Pervaková
Xenija Jurjevna Pervaková, rusky Ксения Юрьевна Первак, Xenija Jurjevna Pervak (* 27. května 1991 Čeljabinsk) je ruská bývalá profesionální tenistka hrající levou rukou, která od 19. prosince 2011 do roku 2013 reprezentovala Kazachstán. Ve své dosavadní kariéře vyhrála na okruhu WTA Tour jeden turnaj ve dvouhře, když ve finále zářijového Tashkent Open 2011 porazila českou hráčku Evu Birnerovou. V rámci okruhu ITF získala sedm titulů ve dvouhře a tři ve čtyřhře.
Na žebříčku WTA byla ve dvouhře nejvýše klasifikována v září 2011 na 37. místě a ve čtyřhře pak v lednu 2012 na 123. místě. Na juniorském kombinovaném žebříčku ITF byla nejvýše postavená na 5. příčce. Do sezóny 2013 vstupovala bez osobního trenéra.
Na Australian Open 2009 získala titul v juniorské dvouhře, když ve finále zdolala Britku Lauru Robsonovou ve dvou setech 6–3 a 6–1. Na nejvyšší grandslamové úrovni došla v seniorské kategorii nejdále do osmifinále dvouhry ve Wimbledonu 2011. Vedle taškentského triumfu si zahrála finále také na ázerbájdžánském Baku Cupu 2011, kde ji porazila Ruska Věra Zvonarevová ve dvou sadách. O titul se utkala ve čtyřhře na thajském turnaji PTT Pattaya Open 2010, na němž startovala spolu s ruskou hráčkou Annou Čakvetadzeovou. Ve finále je přehrál novozélandsko-thajský pár Marina Erakovicová a Tamarine Tanasugarnová poměrem 7–5 a 6–1.
Do sezóny 2013 neodehrála žádný zápas v kazašském, ani ruském fedcupovém týmu.

## Soukromý život
Narodila se roku 1991 v ruském Čeljabinsku do rodiny podnikatelů Jurije a Oxany Pervakových. Tenis začala hrát v osmi letech. Rodina se do Berlína přestěhovala v roce 2006. V roce 2008 ukončila moskevské gymnázium č. 1517.

## Finálové účasti na turnajích WTA Tour
| Legenda                           |
| --------------------------------- |
| D – dvouhra; Č – čtyřhra          |
| Grand Slam (0)                    |
| WTA Tour Championships (0)        |
| Premier Mandatory & Premier 5 (0) |
| Premier (0)                       |
| International (1–1 D; 0–1 Č)      |

### Dvouhra: 2 (1–1)
| Stav       | Č. | Datum             | Turnaj   | Povrch | Soupeřka ve finále | Výsledek |
| ---------- | -- | ----------------- | -------- | ------ | ------------------ | -------- |
| Finalistka | 1. | 24. července 2011 | Baku     | tvrdý  | Věra Zvonarevová   | 1–6, 4–6 |
| Vítězka    | 1. | 17. září 2011     | Tashkent | tvrdý  | Eva Birnerová      | 6–3, 6–1 |

### Čtyřhra: 1 (0–1)
| Stav       | Č. | Datum          | Turnaj  | Povrch | Spoluhráčka        | Soupeřky ve finále                        | Výsledek |
| ---------- | -- | -------------- | ------- | ------ | ------------------ | ----------------------------------------- | -------- |
| Finalistka | 1. | 14. února 2010 | Pattaya | tvrdý  | Anna Čakvetadzeová | Marina Erakovicová Tamarine Tanasugarnová | 7–5, 6–1 |

## Tituly na okruhu ITF

### Dvouhra (7)
| Č. | Datum            | Turnaj   | Dotace   | Povrch    | Soupeřka ve finále   | Výsledek      |
| 1. | 30. září 2007    | Batumi   | 25 000 $ | tvrdý     | Corinna Dentoniová   | 6-4, 6-3      |
| 2. | 17. srpen 2008   | Penza    | 50 000 $ | antuka    | Sofia Šapatavová     | 6-4, 6-1      |
| 3. | 23. srpen 2008   | Moskva-4 | 25 000 $ | antuka    | Jelena Kulikovová    | 3-6, 6-3, 6-1 |
| 4. | 8. srpen 2009    | Moskva-3 | 25 000 $ | antuka    | Jekatěrina Ivanovová | 4-6, 6-4, 6-2 |
| 5. | 15. srpen 2009   | Moskva-4 | 25 000 $ | antuka    | Jekatěrina Ivanovová | 6-0, 6-2      |
| 6. | 3. říjen 2009    | Helsinki | 25 000 $ | tvrdý (h) | Stéphanie Foretzová  | 6-4, 6-2      |
| 7. | 4. července 2010 | Toruň    | 25 000 $ | antuka    | Magda Linetteová     | 6–4, 6–1      |

### Čtyřhra (3)
| Č. | Datum             | Turnaj          | Dotace   | Povrch      | Partnerka          | Soupeřky ve finále                    | Výsledek              |
| 1. | 12. září 2008     | Ruse            | 25 000 $ | antuka      | Alexandra Panovová | Vitalija Ďjačenková Eugenia Paškovová | 6-2, 6-7(5), 10-5     |
| 2. | 9. listopadu 2008 | Ismaning        | 50 000 $ | koberec (h) | Oxana Ljubcovová   | Julia Görgesová Laura Siegemundová    | 6-2, 4-6, 10-7        |
| 3. | 3. dubna 2010     | Chanty-Mansijsk | 10 000 $ | koberec     | Alexandra Panovová | Nadija Kičenoková Ljudmyla Kičenoková | 7–6(9–7), 2–6, [10–7] |

## Postavení na konečném žebříčku WTA

### Dvouhra
| Rok    | 2007 | 2008   | 2009   | 2010  | 2011  | 2012   |
| Pořadí | 301. | ▲ 156. | ▲ 138. | ▲ 97. | ▲ 39. | ▼ 102. |

### Čtyřhra
| Rok    | 2008 | 2009   | 2010   |
| Pořadí | 315. | ▼ 362. | ▲ 177. |